# Điện Mặt Trời ở Thổ Nhĩ Kỳ

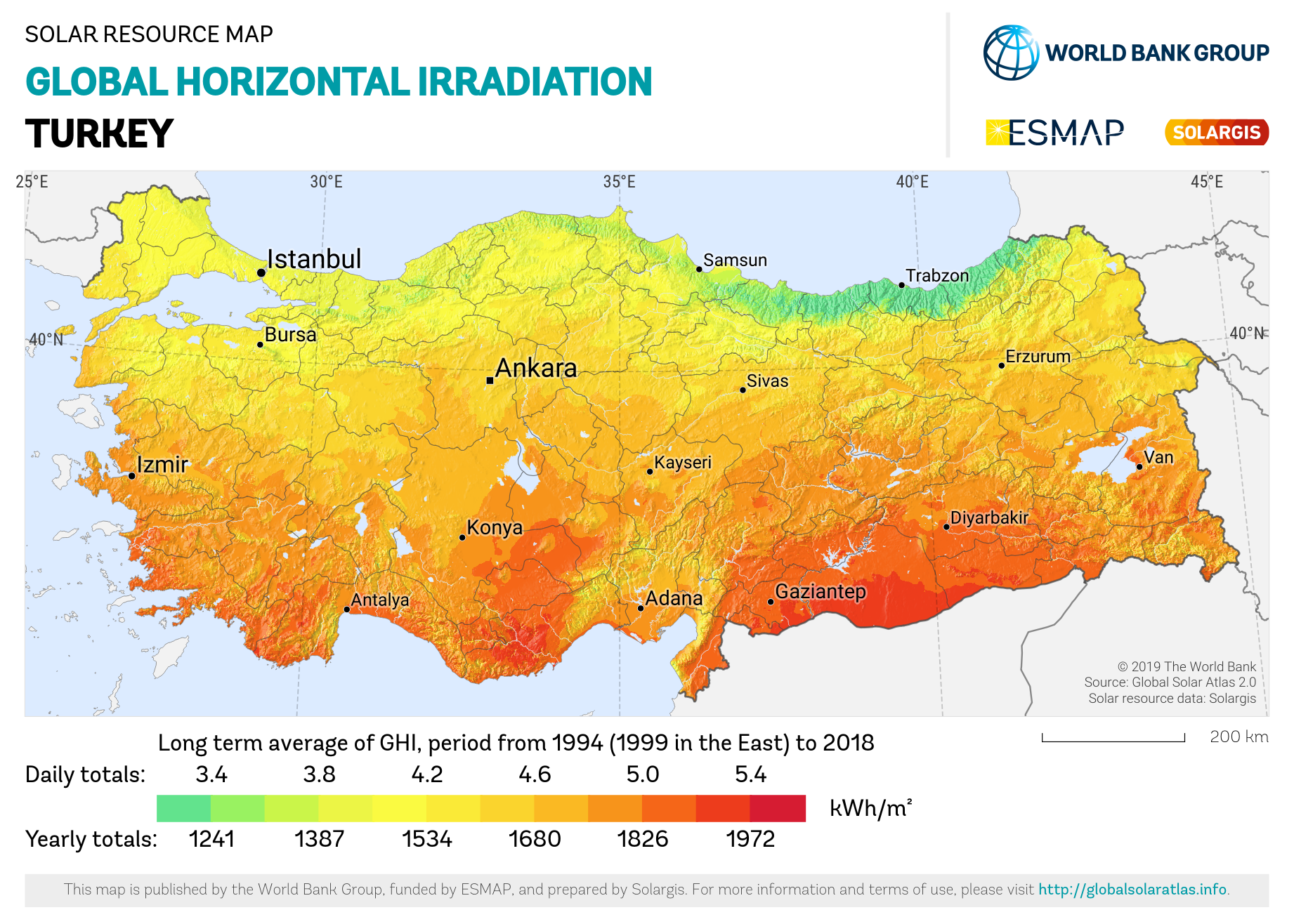
Cường độ bức xạ Mặt Trời cao nhất ở đông nam Thổ Nhĩ Kỳ, và truyền dẫn dòng điện một chiều cao áp đến Istanbul đã được đề xuất.

Khí hậu Thổ Nhĩ Kỳ rất thích hợp cho việc khai thác năng lượng Mặt Trời vì tiềm năng năng lượng Mặt Trời rất cao, đặc biệt là ở Đông Nam Anatolia và vùng Địa Trung Hải. Năng lượng Mặt Trời là một phần ngày càng phát triển của năng lượng tái tạo trong nước, với tấm pin Mặt Trời tạo ra gần 8 gigawatt (GW), hay khoảng 4%, trong tổng công suất phát điện ở quốc gia này. Mặc dù nắng tương tự, nhưng đến năm 2021, Thổ Nhĩ Kỳ đã có tổng công suất lắp đặt điện Mặt Trời nhiều hơn so với Tây Ban Nha.(tr49) Sản lượng có thể tăng nhanh hơn nhiều nếu trợ cấp cho ngành than đá được bãi bỏ(tr36) và hệ thống đấu giá đã được cải thiện. Mỗi gigawatt điện Mặt Trời được lắp đặt sẽ tiết kiệm hơn 100 triệu USD cho chi phí nhập khẩu khí đốt, và ngày càng nhiều điện năng của đất nước này có thể được xuất khẩu.
Các gói thầu cho 1,2 GW năng lượng Mặt Trời mới sẽ đến hạn vào cuối tháng 5 năm 2022. Chi phí đầu tư lắp đặt thiết bị năng lượng Mặt Trời mới và năng lượng gió ở Thổ Nhĩ Kỳ rẻ hơn so với vận hành các nhà máy than hiện tại phụ thuộc vào nhập khẩu. Tuy nhiên, think tank Ember đã liệt kê một số trở ngại đối với việc xây dựng các nhà máy tiện ích năng lượng Mặt Trời; chẳng hạn như thiếu công suất mới cho điện Mặt Trời ở máy biến áp, giới hạn 50 MW cho bất kỳ công suất lắp đặt nào của nhà máy điện Mặt Trời và người tiêu dùng lớn không được phép ký thỏa thuận mua bán điện dài hạn đối với lắp đặt năng lượng Mặt Trời mới.

## Kinh tế

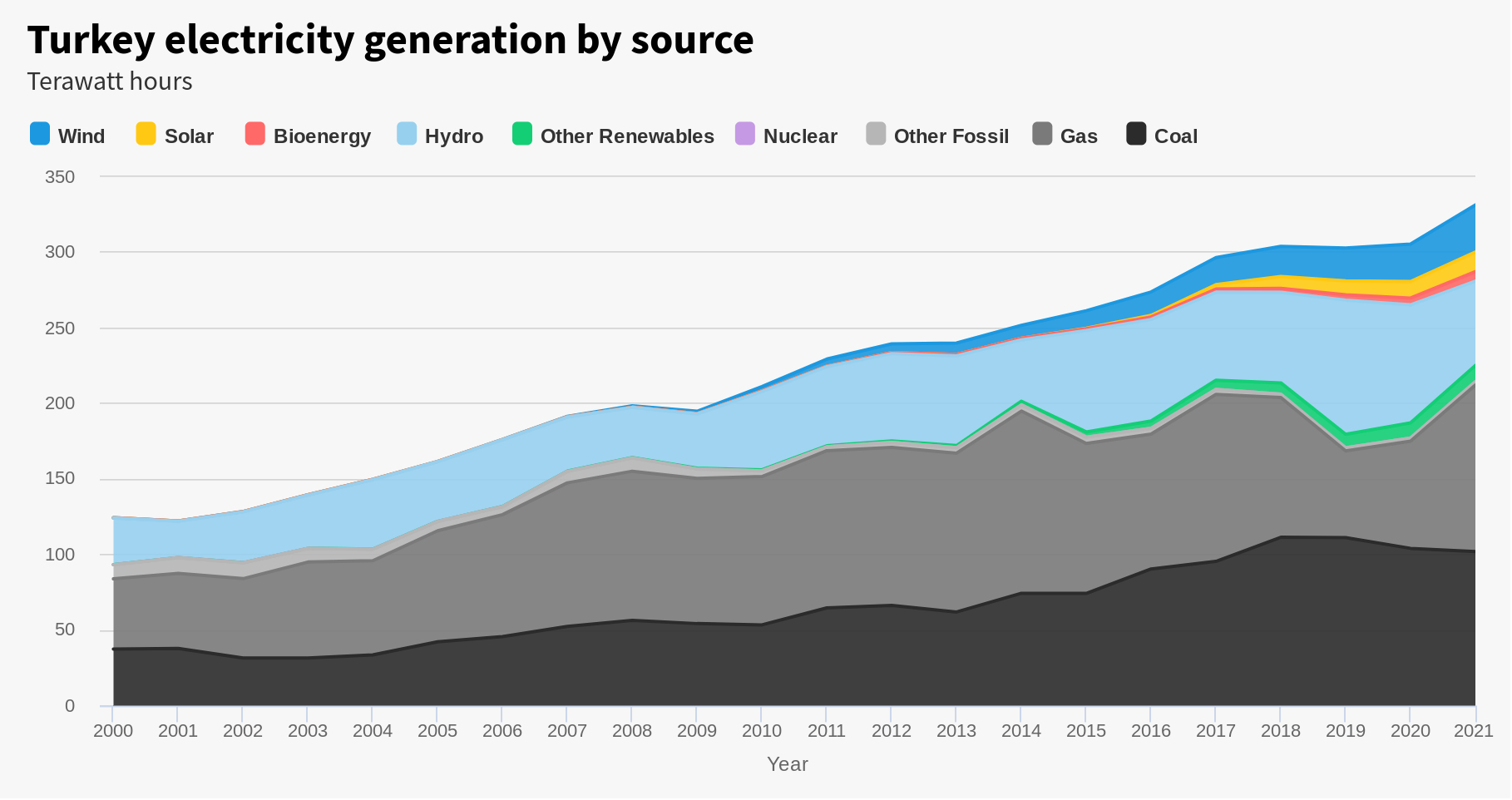
Năng lượng Mặt Trời (dải màu vàng) tạo ra một phần nhỏ nhưng sản lượng điện năng ngày càng tăng.

Giống như ở nhiều quốc gia đối với nhiều loại năng lượng tái tạo, tùy từng thời điểm, chính phủ mời các công ty đấu thầu kín để xây dựng một công suất điện Mặt Trời nhất định để kết nối với các trạm biến áp điện nhất định. Bằng cách chấp nhận giá thầu thấp nhất, chính phủ cam kết mua với giá đó cho mỗi kWh trong một số năm cố định, hoặc lên đến một tổng lượng điện năng nhất định. Điều này tạo sự chắc chắn cho các nhà đầu tư trước giá điện bán buôn biến động mạnh.Tuy nhiên, họ vẫn có thể gặp rủi ro về biến động tỷ giá hối đoái nếu vay bằng ngoại tệ. Ví dụ như Thổ Nhĩ Kỳ không có đủ năng lực sản xuất pin Mặt Trời, họ có thể đặt mua từ Trung Quốc và do đó sẽ phải trả bằng ngoại tệ.
Vào năm 2021, giá tại các "cuộc đấu giá năng lượng Mặt Trời" này tương đương hoặc thấp hơn giá bán buôn điện trung bình, và năng lượng Mặt Trời quy mô lớn cho các công ty sử dụng riêng cũng có tính cạnh tranh; nhưng cuộc thách thức kinh tế vĩ mô và biến động tỷ giá hối đoái đang gây ra sự không chắc chắn.(tr63) Chi phí lắp đặt thấp và theo Hiệp hội Công nghiệp Năng lượng Mặt Trời Thổ Nhĩ Kỳ, ngành công nghiệp này cung cấp việc làm cho 100.000 người. Là một phần của vòng đấu giá năng lượng Mặt Trời thứ 4 được lên kế hoạch tổng cộng 1000 MW trong các lô 50 MW và 100 MW, vào tháng 4 năm 2022, 3 lô 100 MW được bán đấu giá với giá khoảng 400 lira / MWh, khoảng 25 euro theo tỷ giá hối đoái tại thời điểm đó. Hồ sơ dự thầu bao gồm một điều khoản tỷ trọng ngoại hối 60%, một phần bảo vệ chống lại sự biến động tiền tệ, và bán trên thị trường mở cũng được phép.
Mô hình hóa bởi Carbon Tracker chỉ ra rằng năng lượng Mặt Trời mới sẽ trở nên rẻ hơn tất cả các nhà máy than hiện có vào năm 2023. Theo một báo cáo tháng 5 năm 2022 từ think tank Ember, điện gió và điện Mặt Trời đã tiết kiệm được 7 tỷ USD nhập khẩu khí đốt trong 12 tháng trước đó. Mỗi gigawatt điện Mặt Trời được lắp đặt sẽ tiết kiệm hơn 100 triệu USD cho chi phí nhập khẩu khí đốt. Theo một nghiên cứu năm 2022 của Shura, hầu như tất cả điện than có thể được thay thế bằng năng lượng tái tạo (chủ yếu là năng lượng Mặt Trời) trước vào năm 2030. Xuất khẩu điện Mặt Trời cuối cùng có thể tăng cùng với hydro được sản xuất bằng điện sạch.